# Льенар, Димитри
Димитри́ Льена́р (фр. Dimitri Liénard ; род. 13 февраля 1988, Бельфор) — французский футболист, полузащитник клуба «Сошо».

## Карьера игрока
Льенар вырос в деревне Эвет-Сальбер и начинал заниматься футболом в клубе «Сермаманьи», затем отправился в клуб своего родного города «Бельфор», прежде чем присоединиться к учебному центру «Сошо» (Монбельяр) в возрасте двенадцати лет. Не будучи принятым клубом, он покинул центр в возрасте пятнадцати с половиной лет, и вернулся в «Сермаманьи», дебютировав в «дивизионе почёта», однако, затем снова вернулся в «Бельфор».